# ولک برزنو
ولک برزنو (به چکی: Velké Březno) یک منطقهٔ مسکونی در جمهوری چک است که در Ústí nad Labem District واقع شده‌است.

## خصوصیات
ولک برزنو ۸٫۱۱ کیلومترمربع مساحت و ۲٬۱۴۷ نفر جمعیت دارد و ۱۳۹ متر بالاتر از سطح دریا واقع شده‌است.